# Лефевр, Андре (философ)
Андре Поль Эмиль Лефевр (фр. André Paul Emile Lefèvre; 9 ноября 1834, Провен — 16 ноября 1904, Париж) — французский философ, лингвист, антрополог, историк, литератор.
Окончил Национальную школу хартий (1857). В начале 1860-х годов выпустил две книги стихов, выступал в парижской периодике как литературный критик, в дальнейшем переводил с латыни Вергилия и Лукреция. Опубликовал на протяжении 1860-х годов две книги очерков (о знаменитых архитектурных сооружениях и о садах и парках), пользовавшиеся широкой популярностью; автор ряда исторических сочинений, преимущественно посвящённых эпохе Наполеона I. Подготовил переиздания философских трудов Дидро, Монтескьё и Вольтера, а также сказок Шарля Перро. Был убеждённым приверженцем и пропагандистом материалистических идей.
В 1890 году Лефевр занял должность профессора в Парижской антропологической школе.

## Сочинения
- Парки и сады — Санкт-Петербург : Обществ. польза, 1871. — [4], IV, 303 с., 13 л. ил. — (Библиотека полезных сведений).
- Замечательнейшие архитектурные и художественные постройки земного шара / Пер. с фр. и доп. [о России] П. Яковлев. — Санкт-Петербург : Обществ. польза, 1870. — XII, 380 с. : ил. — (Библиотека полезных сведений).